# NGC 4738
NGC 4738 ist eine Spiralgalaxie vom Hubble-Typ Sc im Sternbild Haar der Berenike am Nordsternhimmel. Sie ist schätzungsweise 213 Millionen Lichtjahre von der Milchstraße entfernt und hat einen Durchmesser von etwa 145.000 Lichtjahren. Vom Sonnensystem aus entfernt sich das Objekt mit einer errechneten Radialgeschwindigkeit von näherungsweise 4.800 Kilometern pro Sekunde.
Im selben Himmelsareal befinden sich unter anderem die Galaxien NGC 4735, PGC 94022, PGC 1847921, PGC 1852109.
Das Objekt wurde am 1. März 1851 vom irischen Ingenieur Bindon Blood Stoney entdeckt, der als Assistent von William Parsons diesem bei der Konstruktion von Teleskopen half.